# Argentyna na Mistrzostwach Świata w Lekkoatletyce 2013
Argentyna na Mistrzostwach Świata w Lekkoatletyce 2013 – reprezentacja Argentyny podczas czempionatu w Moskwie liczyła 8 zawodników.

## Występy reprezentantów Argentyny

### Mężczyźni

#### Konkurencje biegowe
| Konkurencja   | Zawodnik         | Finał    | Finał   |
| Konkurencja   | Zawodnik         | Rezultat | Pozycja |
| ------------- | ---------------- | -------- | ------- |
| Chód na 20 km | Juan Manuel Cano | 1:30:45  | 46.     |

#### Konkurencje techniczne
| Konkurencja    | Zawodnik       | Eliminacje | Eliminacje | Finał    | Finał   |
| Konkurencja    | Zawodnik       | Rezultat   | Pozycja    | Rezultat | Pozycja |
| -------------- | -------------- | ---------- | ---------- | -------- | ------- |
| Pchnięcie kulą | Germán Lauro   | 20,09      | 9. q       | 20,40    | 7.      |
| Dziesięciobój  | Román Gastaldi | —          | —          | DNF      | DNF     |

### Kobiety

#### Konkurencje biegowe
| Konkurencja | Zawodnik       | Finał    | Finał   |
| Konkurencja | Zawodnik       | Rezultat | Pozycja |
| ----------- | -------------- | -------- | ------- |
| Maraton     | María Peralta  | DNF      | DNF     |
| Maraton     | Karina Córdoba | 2:51:07  | 36.     |
| Maraton     | Karina Neipán  | 2:56:02  | 41.     |

#### Konkurencje techniczne
| Konkurencja  | Zawodnik          | Eliminacje | Eliminacje | Finał    | Finał   |
| Konkurencja  | Zawodnik          | Rezultat   | Pozycja    | Rezultat | Pozycja |
| ------------ | ----------------- | ---------- | ---------- | -------- | ------- |
| Rzut dyskiem | Rocío Comba       | 61,54      | 9. q       | 59,83    | 12.     |
| Rzut młotem  | Jennifer Dahlgren | 68,90      | 17.        | NQ       | NQ      |